# Майлгун ап Рис
Майлгун (валл. Maelgwn) (1170—1230) — старший сын Риса Дехейбартского и его жены Гвенллиан верх Мадог.
Амбициозный и порывистый Майлгун доставил массу неприятностей отцу Рису в последние годы его правления. В 1189 году по наущению другого сына, Грифида, Рис арестовал Майлгуна и заточил в замке свата Уильяма де Браоса. Получив свободу в 1192 году, Майлгун организовал комплот со своим братом Хивелом Англичанином. В 1194 году братья пленили Риса и заперли в замке Неверн. Чуть позже Хивел без ведома брата освободил отца. Майлгун же был вынужден отправиться в изгнание.
В 1197 г. лорд Рис умер, провозгласив своим наследником Грифида. Однако Майлгун заключил союз с Гвенвинвином Поуисским, напал на брата в Аберистуите и взял его в плен. Позже Грифид попал к англичанам, получил свободу и в 1198 г. захватил почти весь Кередигион. Под властью Майлгуна остался лишь замок Кардиган, но Майлгун, чтобы насолить брату, продал его англичанам.
Даже после смерти Грифида в 1201 г. у Майлгуна не было спокойной жизни. В 1204 г. его люди убили Хивела Англичанина, в котором Майлгун видел соперника. В 1207 г. Гвенвинвин стал вассалом Иоанна Безземельного. Воспользовавшись ситуацией, Лливелин Великий захватил Северный Кередигион и разделил земли между реками Истуит и Айрон между сыновьями Грифида, Рисом и Оуайном. Майлгун в это время был союзником Иоанна, но, видя, что тот не спешит помогать ему с возвращением земель, предпочел перейти на сторону Лливелина. При разделе Южного Уэльса на съезде в Абердиви в 1216 г. Лливелин выделил Майлгуну Южный Кередигион. Оставшиеся годы Майлгун правил небольшим уделом как вассал Лливелина.
Майлгун умер в 1230 г. в Лланерх Айроне и был похоронен в аббатстве Страта Флорида. Его сын Майлгун Младший умер в 1257 году.